# Waldemar Ternes
Waldemar Ternes (* um 1950) ist ein deutscher Lebensmittelchemiker und ehemaliger Hochschullehrer. Er lehrte über zwanzig Jahre lang an der Tierärztlichen Hochschule Hannover und ist auch als Autor umfangreicher Lehrbücher und Lexika zur Lebensmittelwissenschaft bekannt geworden.

## Leben
Ternes lernte zunächst Koch und legte 1973 im Alter von 23 Jahren als Jüngster die Küchenmeisterprüfung in Frankfurt am Main ab. Von 1977 bis 1982 studierte er Lebensmittelchemie in Hamburg und absolvierte dort 1984 das zweite Staatsexamen für Lebensmittelchemiker. Zwischen 1983 und 1985 forschte er für seine Promotion am Chemischen Institut der Tierärztlichen Hochschule Hannover bei Harald Rüssel, 1985 promovierte er in Analytischer Chemie zum Dr. rer nat.
Ab 1986 war er Hochschulassistent am Institut für Lebensmittelwissenschaften an der Universität Hannover. Im gleichen Jahr forschte er über Lebensmittelanalytik zu Mineralstoffmangelkrankheiten in Brasilien. 1991 habilitierte er sich für das Fach Lebensmittelwissenschaft, im selben Jahr wurde er zum Professor für Lebensmittelchemie an der Fachhochschule Lippe in Lemgo berufen.
Im Jahr 1994 wurde Ternes auf die Universitätsprofessur für Analytische Chemie am Chemischen Institut der Tierärztlichen Hochschule Hannover berufen, die er bis zu seinem Ausscheiden Ende März 2016 innehatte. Zugleich war die Professur Teil des Zentrums für Lebensmittelwissenschaften der Tierärztlichen Hochschule. Über mehrere Jahre war er auch Technologietransferbeauftragter der Stiftung Tierärztliche Hochschule in Hannover.
Seine Lehr- und Forschungsbereiche waren vor allem die Lehre in Analytischer und Anorganischer Chemie, Lebensmittelinhaltsstoffe mit funktionellen Eigenschaften, scannende cyclische Voltammetrie als Detektor für die HPLC, die Biotransformation und Biosynthese von Ei-Inhaltsstoffen, Chemie und Physik des Eigelbs und die Metabolisation von Lebensmittelinhaltsstoffen und Kontaminanten.

## Veröffentlichungen (Auswahl)
- Biochemie der Elemente: anorganische Chemie biologischer Prozesse. Springer Spektrum 2013, ISBN 978-3-8274-3019-9 (auch doi:10.1007/978-3-8274-3020-5).
- Naturwissenschaftliche Grundlagen der Lebensmittelzubereitung, 3. überarbeitete Auflage. Behr, Hamburg 2008, ISBN 978-3-89947-422-0.
- mit Gerhard Habermehl, Peter E. Hammann, H. C. Krebs: Naturstoffchemie. 3. Auflage, Springer Verlag, Heidelberg 2008, ISBN 978-3-540-73732-2.
- mit Gerhard Dongowski u. a. (Hrsg.): Lexikon der Lebensmittel und der Lebensmittelchemie, Wiss. Verl.-Ges., Stuttgart 2007, ISBN 978-3-8047-2275-0.
- (Hrsg.): Lebensmittel-Lexikon, 4., umfassend überarb. Auflage. Behr, Hamburg 2005, ISBN 3-89947-165-2.
- (Skriptum mit Annelen W. Quint): Lebensmittelrecht für Lebensmitteltechnologen. Behr, Hamburg 1994, ISBN 3-86022-214-7.
- (Hrsg.), mit Beiträgen von Ludwig Acker u. a.): Ei und Eiprodukte. Parey, Berlin / Hamburg 1994, ISBN 3-489-63114-5.